# Mirko Fabing
Mirko (Emericus) Fabing (Osijek, 30. listopada 1863. – Osijek, ?1911.), hrvatski graditelj orgulja iz poznate obitelji Fabing. Mirko je imao brata Ferdu, poznatog graditelja orgulja. Mirko Fabing znanosti je bio nepoznat sve do istraživanja 2011. godine.
Iz obitelji njemačkih doseljenika, po predaji od švedskih doseljenika, koja od polovice 18. stoljeća živi u Apatinu.
1897. godine otac Lorenz (Lovro) predao je bratu Ferdi radionicu na upravljanje.